# ZIPAIR Tokyo
ZIPAIR Tokyo Inc., im Außenauftritt ZIPAIR, ist eine japanische Billigfluggesellschaft mit Sitz am Flughafen Tokio-Narita in Narita.

## Geschichte
ZIPAIR Tokyo wurde 2018 als Tochtergesellschaft der Japan Airlines gegründet. Geplant war zunächst eine Betriebsaufnahme im Sommer 2020. Am 21. Mai 2020 verkündete die Fluggesellschaft, aufgrund der COVID-19-Pandemie zunächst Frachtflüge durchzuführen. Am 3. Juni erfolgte der erste Flug von Tokio nach Bangkok. Am 16. Oktober wurde der erste Passagierflug von Tokio nach Seoul durchgeführt.

## Markenauftritt
Die Boeing 787-8 des Unternehmens ist zurückhaltend mit einem grünen Band entlang der Kabinenfenster und einem darunterliegenden Schriftzug gestaltet. Das Leitwerk ist farblich leicht in einem hellen Blau sowie einem großen „Z“ in Anlehnung an den Gesellschaftsnamen hervorgehoben. Dieses „Z“ führte im Juni 2022 dazu, dass die Gesellschaft bekannt gab, eben diesen Buchstaben von ihren Flugzeugen zu entfernen, um Assoziationen mit dem russischen Militärsymbol zu vermeiden. Bis zum Dezember 2023 wurden die Flugzeuge umlackiert, das „Z“ auf den Leitwerken wurde durch ein Streifenmuster ersetzt.

## Flugziele
Die Fluggesellschaft fliegt internationale Destinationen in Asien und Nordamerika an.

## Flotte

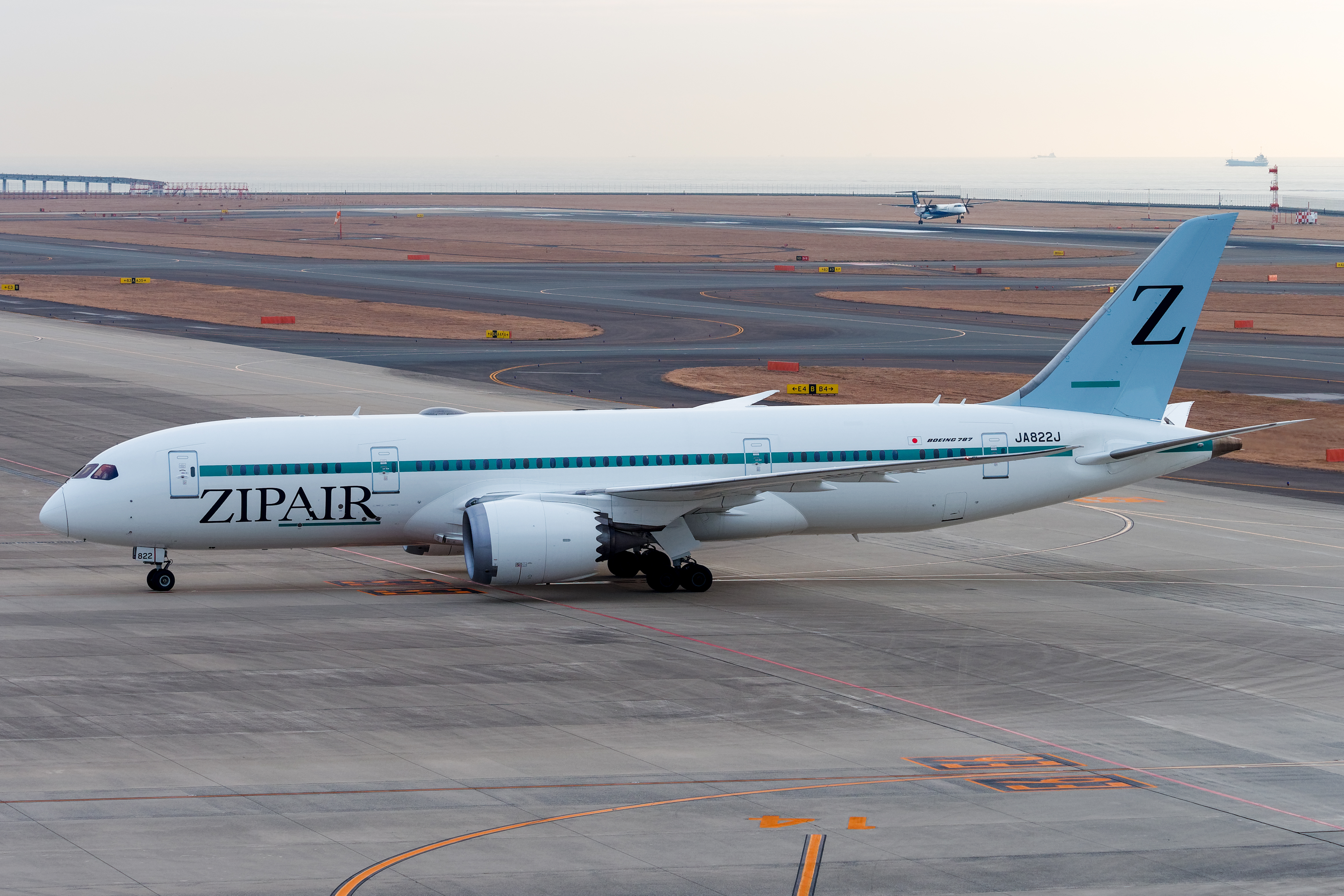
Eine 787-8 der ZIPAIR mit der alten Bemalung auf dem japanischen Flughafen Chūbu.

### Aktuelle Flotte
Mit Stand März 2025 besteht die Flotte der ZIPAIR Tokyo aus acht Flugzeugen mit einem Durchschnittsalter von 10,2 Jahren:
| Flugzeugtyp  | Anzahl | bestellt | Anmerkungen                                                     | Sitzplätze (Business/Eco) | Durchschnittsalter |
| ------------ | ------ | -------- | --------------------------------------------------------------- | ------------------------- | ------------------ |
| Boeing 787-8 | 08     | 02       | Auslieferung vsl. bis 2026                                      | 290 (18/272)              | 10,2 Jahre         |
| Boeing 787-9 |        | 10       | Werden von Japan Airlines übernommen; Auslieferung vsl. ab 2027 | – offen –                 |                    |
| Gesamt       | 08     | 12       |                                                                 |                           | 10,2 Jahre         |